# Stříbrný triangl
Stříbrný triangl byl automobilový závod, který se konal na Ždíreckém okruhu v letech 1932–1933. Jako závod motocyklů se konal poprvé již v roce 1927. Ždírecký okruh (neboli Stříbrný triangl) patřil k nejstarším závodům na okruhu uskutečněným v Československu, po 1. Československé Tourist Trophy v Karlově Studánce (Pradědský okruh, 1926) a po Kbelském okruhu (1927).

## Vznik a vývoj
První ročník závodu zorganizoval ve Ždírci 26. června 1927 ing. Robert Láznička (2. září 1887 – 22. listopadu 1934). Závody od roku 1930 oficiálně pořádal Autoklub Českomoravské vysočiny (1929), jehož byl Láznička, hoteliér ve Ždírci a vrchní komisař živnostenského inspektorátu v Praze, generálním tajemníkem. Start byl před hotelem Láznička (dnes Restaurace U Lázničků). Ždírecký okruh měřil necelé 2 km. Měl tři značně obtížné zatáčky, z nich jednu vlásničkovou a jednu na mostě, jež kladly vysoké požadavky na umění jezdců. Jeden úsek okruhu byl pokryt asfaltem, druhý úsek měl uválcovaný povrch a nejdelší část třetího úseku byla vydlážděna.
Historie závodu motocyklů a automobilů o Stříbrný triangl skončila v roce 1934. V létě roku 1934 Láznička onemocněl těžkou chorobou ledvin a v listopadu 1934 ve věku 47 let umřel. Jeho odchodem historie slavných Ždíreckých „Trianglů“ skončila, protože se nenašel nikdo, kdo by ho nahradil. VI. ročník se sice měl konat 5. srpna 1934, ale z důvodu neutěšené hospodářské situace a překážkám technického rázu se již neuskutečnil. Až teprve po válce v letech 1951 a 1953–1954 uspořádal ve Ždírci motocyklové závody chotěbořský Svazarm.

## 1927
V prvním ročníku závodu, který se jel 26. června 1927 jako 1. Ždírecký velký okruh na jedno kolo o délce 8 km, zvítězil Jan Rückl na motocyklu BSA 550 ccm v čase 8:24 min v průměrné rychlosti 57 km/h. Na 2. místě skončil K. Hubáček (Indian Scout) a třetí místo obsadil Jan Pujman na Wandereru.

## 1930
V roce 1929 založil ing. Robert Láznička ve Ždírci Autoklub Českomoravské vysočiny, který pak v roce 1930 uspořádal II. ročník závodu. V tomto roce se Ždírecký okruh jel již na trojúhelníku státních silnic v obci (délka 1917,63 m). V závodě na osm kol (15,3 km) zvítězil František Kváč na motocyklu AJS 500 ccm v průměrné hodinové rychlosti 62,3 km/h před Boh. Hybským na AJS 1000 a Mir Kroufkem na DKW 500.

## 1931
Závod v roce 1931 byl doprovázen cílovou jízdou do Ždírce, které se účastnilo 51 vozidel. Od tohoto, III. ročníku se závod jel jako Stříbrný triangl Českomoravské vysočiny. Závod na okruhu stejné délky 1918 m jako v II. ročníku se jel na 30 kol (57,53 km) ve 2 kategoriích motocyklů – do 350 a do 550 ccm. Vítěz Bruno Rzehák na Rudge Whitworth 350 ccm dosáhl již rychlosti 71,8 km/h (48:06,79 min) a v silnější kategorii zvítězil Václav Liška na Rudge Whitworth 500 ccm a jel průměrnou rychlostí 79,5 km/h (43:27,08 min). Za ním dojeli Jos. Paštika na BSA 500 a Míla Hurt na Saroléa 500.

## 1932
IV. ročník znamenal v historii těchto závodů přelom, protože poprvé se podniku zúčastnily i závodní automobily. I tento rok byla pořádána Cílová jízda do Ždírce, ke které bylo přihlášeno 60 vozidel. K závodům byl pořádán zájezd několika autokary z Prahy cestovní kanceláří Star. Také z četných východočeských měst se uskutečnily hromadné autobusové výpravy.

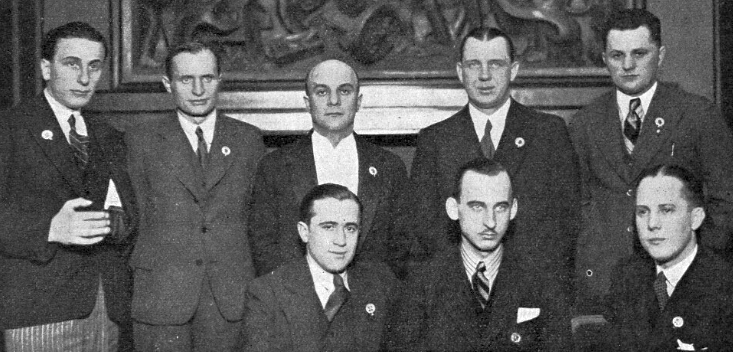
Nejúspěšnější závodníci ČSR v roce 1933 (spodní řada „zlatých“ zprava: ing. Petr Mucha, Bruno Sojka, Fr. Brand, stojící „stříbrní“ zprava: A. Vitvar, J. Knapp, Jan Kubíček, A. Szczyzycki, L. Nerad)

V motocyklech do 350 ccm na 30 kol zvítězil L. Nerad na Calthorpu 350 před Václavem Liškou na Rudge Whitworthu. V třídě do 500 ccm dojel první K. Dohnal na NSU před Fr. Brandem a Bruno Rzehákem (oba na Jawě 498 ccm).
Automobily jely ve dvou sportovních do 750 a do 1500 ccm a v jedné závodní kategorii do 1500 ccm. Zúčastnily se mimo jiné i české vozy Aero a slavné francouzské Bugatti. Ty také v nejsilnějších kategoriích zvítězily, když Zdeněk Pohl na závodním Bugatti 1,5 l docílil průměrné rychlosti 79,5 km/h. Trofej ve sportovních autech do 1500 ccm získal Václav Vaníčkek na Bugatti před Adolfem Szczyzyckim na Wikovu 7/28 Sport. Ve slabší kategorii do 750 ccm zvítězil Vl. Štastný (Aero 662/18 HP) v čase 59:46,1 min před St. Kafuňkem (1:00:47,5 h). Do tohoto závodu bylo přihlášeno 8 automobilů Aero mj. Jiří Pohl, Vladimír Formánek, Václav Liška i začínající Ela Chejnová. Ta obsadila 4. místo v čase 1:01:15,5 h a získala 1. dámskou cenu. Ze 77 přihlášených závodníků jich startovalo 60. Závodům přihlíželo asi 5000 diváků.
Za svoje výkony v roce 1932 získal Zdeněk Pohl od sportovní komice Autoklubu Republiky Československé (AKRČs) stříbrný odznak, které byly oceněným předány na slavnostním večeru 12. listopadu.

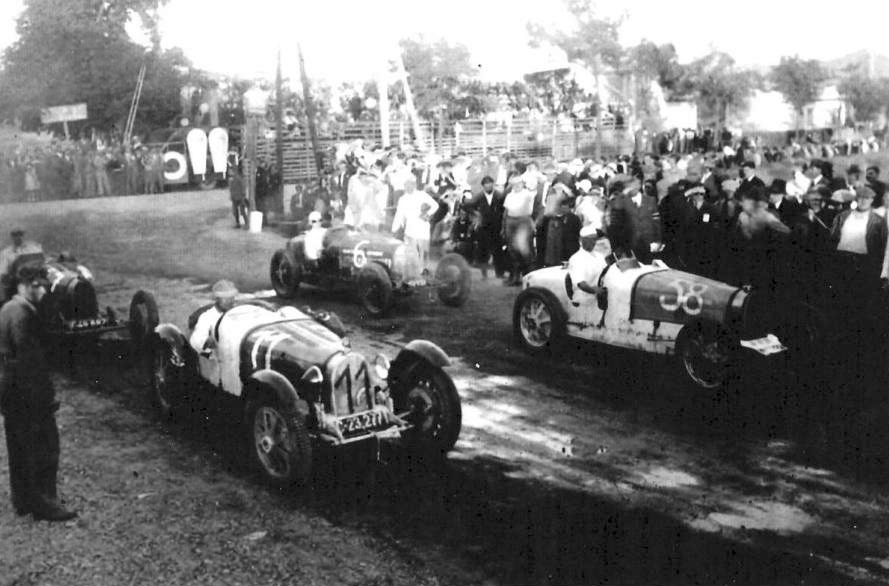
Jan Kubíček (st. č. 11), Zdeněk Pohl (st. č. 58), ing. J. Hausmann (st. č. 57) a Bruno Sojka (st. č. 6), všichni Bugatti na startu Stříbrného trianglu 1933

## 1933
Program podniku se skládal z několika samostatných závodů. Byly to závody motocyklů do 175, 350 a 500 cm3, sidecarů bez ohledu na obsah válců (přihlášeno 36 strojů), závody automobilů sportovních do 750, 1100, 1500, 2000 a přes 2000 cm3 a konečně závodních vozů do 1500 a přes 1500 cm3 (přihlášeno celkem 29 automobilů). Některé kategorie ovšem jely společný závod. Jednotlivé závody se jely na 10, 20 a 30 kol. Závod měl být původně pořádán 9. července, ale z organizačních důvodů (úprava trati) se uskutečnil o 4 týdny později 6. srpna.

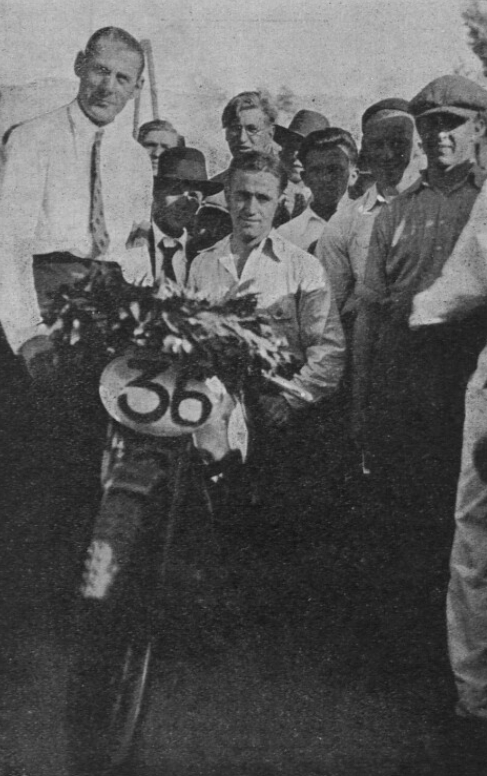
František Brand (Jawa 500), vítěz Stříbrného trianglu 1933

Na V. ročníku Stříbrného trianglu Československa ve Ždírci 6. srpna 1933 zvítězil Jan Kubíček (Bugatti T35B, 2,3 l) v kategorii závodní vozů nad 1,5 l (30 kol) v čase 42:23,3 min a stal absolutním vítězem celé kategorie automobilů, za což získal hlavní cenu – křišťálový pohár, který věnovalo Ministerstvo obchodu republiky Československé. Další ceny věnovaly do závodů Československá Zbrojovka, a.s. Brno, Zbrojovka Ing. Fr. Janeček, firma Matador, gumové a balatové závody, a.s. Bratislava a další.  Diváci se do varu dostali, když se čtyři závodní vozy Bugatti (dva do 1,5 a dva přes 1,5 l) rozjely k poslednímu závodu dne. Zdeněk Pohl (Bugatti T51) z nich nejrychlejší, sice už v 2. kole odpadl z prvního místa pro poruchu ventilového péra, podav nový důkaz, že speciální stroj potřebuje speciální palivo, jehož Pohl neměl. Ale zbylí tři jezdci stačili – J. Kubíček na Bugatti T35B, J. Hausmann a B. Sojka oba na Bugatti T37A – jezdili stále jeden druhému těsně v patách, chvílemi i pořadí měníce, kolo vždy za 1:24 až 1:30 min. Sotvaže zmizeli z dohledu, už se zase z druhé strany vraceli. Divák prostě nevycházel z napětí, ale také bylo zmíněno, že nejeden divák nabyl dojmu, že se nebojovalo zcela fair, že totiž jednotlivci vpředu nedovolovali zadním předjeti. Není-li silnice dosti široká a v naprosto bezvadném stavu, je totiž přední jezdec vždy „neomezeným pánem“ situace. V závodních vozech do 1500 ccm na 30 kol zvítězil na závodním Bugatti debutující ing. Jaroslav Hausmann (42:24,1 min) před ostříleným Bruno Sojkou (42:26,4 min). Tito tři účastníci „přeboru“ Bugatti na „60“ km dojeli v rozpětí 3 vteřin.

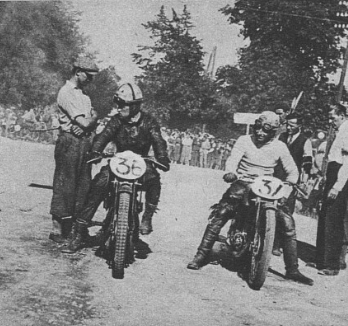
Před startem Fr. Brand a L. Nerad (zleva) oba Jawa, Stříbrný triangl 1933

V závodech sportovních automobilů přes 2000 ccm na 10 kol vyhrál ing. Rezek na Austro-Daimleru 2998 ccm (15:40,5 min), do 1500 ccm na 10 kol Václav Vaníček na Bugatti 1,5 l (1495 ccm) v čase 14:42,5 min před Adolfem Szczyzyckim na Wikovu 7/28 a v nejsilněji obsazené třídě do 1100 ccm na 10 kol (12 přihlášených) pak „Kiki“ (pseudonym jezdce J. Novozámského) na Aeru 1000 v čase 16:39,6 min před Nimshausem (Aero 1000), Janem Kubíčkem a Jaroslavem Mandou (oba na Walter Junior S). V nejslabších vozech do 750 ccm zvítězil na 10 kol Vl. Šťastný na Aeru (18:18,3 min). V motocyklech do 500 ccm na 30 kol zvítězil František Brand na Jawa 500 OHV a dosáhl nejlepšího času dne 39:53,3 min.
Za svoje výkony v roce 1933 obdržel vítěz Stříbrného trianglu Jan Kubíček stříbrný odznak sportovní komise AKRČs a vítěz kategorie motocyklů František Brand zlatý odznak, které byly předány 16. prosince na slavnostním večírku konaném v sídle autoklubu v Opletalově ulici.

## Výsledky automobilů
| Ročník | Datum      | Délka trati | Vítěz       | Vůz          | Čas         | Rychlostní průměr |
| 4      | 1932-07-17 | 57,5 km     | Zdeněk Pohl | Bugatti T37A | 43:27,3 min | 79,5 km/h         |
| 5      | 1933-08-06 | 57,5 km     | Jan Kubíček | Bugatti T35B | 42:23,3 min | 81,4 km/h         |

## Galerie jezdců 1933

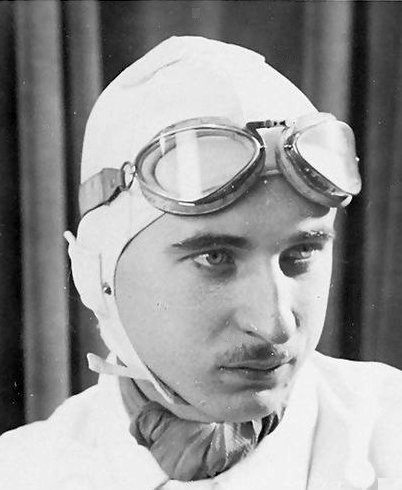
Bruno Sojka, Bugatti T37A (1909–1951)
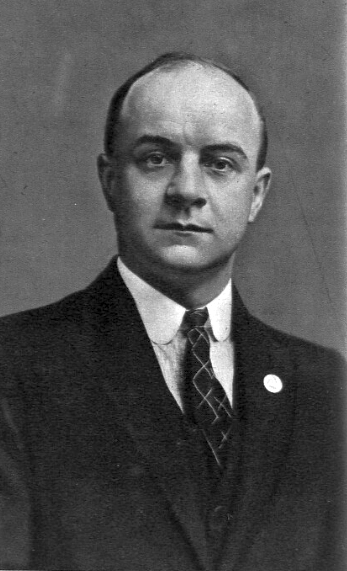
Jan Kubíček, Bugatti T35B (1899–1967)
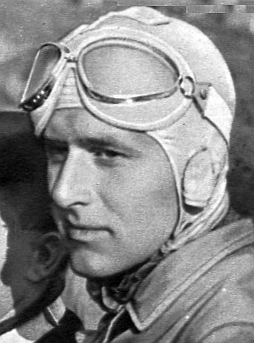
Zdeněk Pohl, Bugatti T51 (1907–1986)
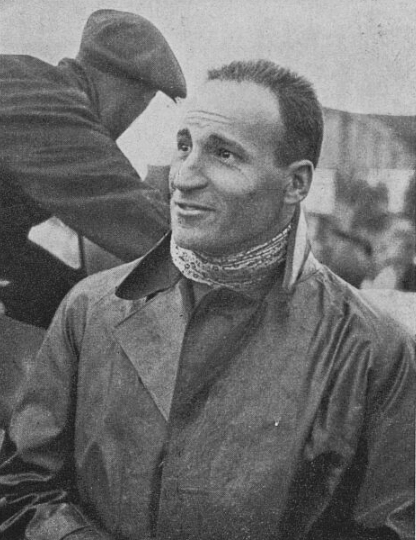
Ing. Jaroslav Hausmann, Bugatti T37 (1907–1976)